# Vibjörn
Vibjörn eller Vidbjörn ett mansnamn som ingår i runstensnamn. Numera är namnet ovanligt, bara 20 personer heter Vibjörn. "Vi" betyder helgedom.
Namnsdag saknas.

## Vibjörn nämnt på runstenar
- Södermanlands runinskrifter 226 — uibiarn
- Upplands runinskrifter 280 och 281, Runstenarna vid Gunnes gård[1] — uibiarn
- Upplands runinskrifter 524, Penningby i Länna församling i Norrtälje kommun — uiþbiarn
- Upplands runinskrifter 749, Sävstastenen — uibiorn
- Upplands runinskrifter 956 — uiþbiurn
- Östergötlands runinskrifter 46, stavningsvariant uibarn
- Ölands runinskrifter 36, Bjärbystenen  — uiþbiurn